# Havarti

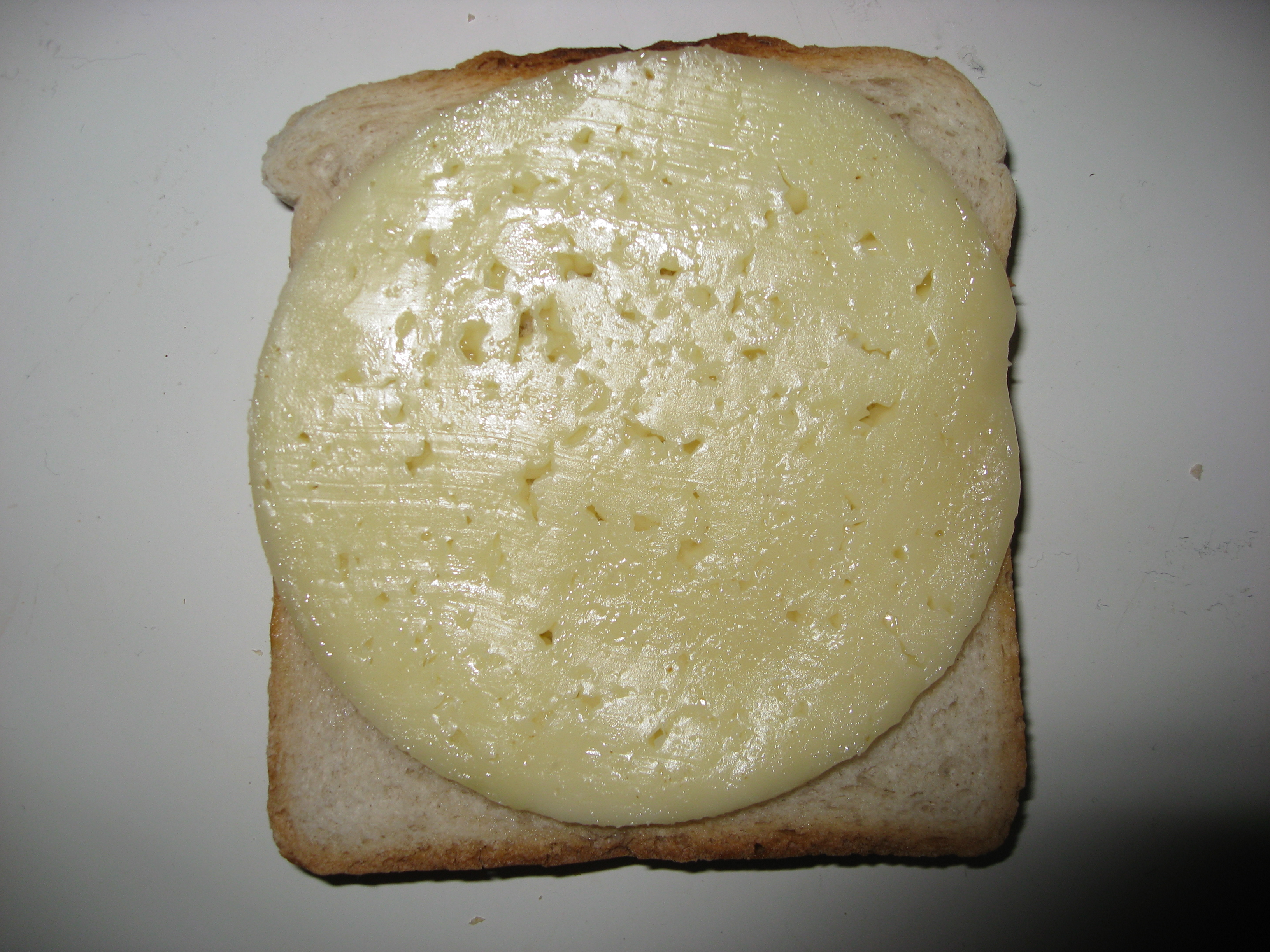
Brânză Havarti pe pâine

Havarti, sau Havarti Cremos (Fløde Havarti în daneză) este o varietate de brânză daneză din lapte de vacă ușoară ca și consistență. Este folosită adesea sub formă feliată, afumată sau topită. 

## Informații nutriționale
Pentru o felie cu masa de 28 g:
- Calorii: 120
- Proteine: 6.0 g
- Carbohidrați: 0.0 g
- Grăsime totală: 11.0 g
- Fibre: 0.0 g
- Calciu: 0.150 g